# اریک بلادستروم
اریک بلادستروم (انگلیسی: Erik Bladström؛ ۲۹ مارس ۱۹۱۸ – ۲۱ مه ۱۹۹۸) قایقران کانو اهل سوئد بود.
وی در مسابقات کشوری و بین‌المللی در مجموع برندهٔ ۱ مدال طلا، ۱ مدال نقره شده‌است.